# 小公主蘇菲亞
《小公主蘇菲亞》（英語：Sofia the First）是一部美國的電腦動畫電視影集，由迪士尼電視動畫和Toiion Animation Studios製作，內容是一個小女孩蘇菲亞（Sofia）進入皇家成為公主的過程。主角蘇菲亞（英文配音：艾莉尔·温特；台灣配音：薛晴；香港配音：麥紫筠）因為媽媽米蘭達和國王羅倫二世結婚而成為公主。其中的主題曲是由John Kavanaugh及Erica Rothschild作詞，由Kevin Kliesch作曲。
《小公主蘇菲亞》在2014年獲得第41屆安妮獎的Best TV Production for Preschool Children。
中国大陆由中央电视台少儿频道，广东广播电视台 (嘉佳卡通卫视/珠江频道 (国内版)/少儿频道)，江苏省广播电视总台优漫卡通卫视，北京广播电视台卡酷少儿频道播出。在香港地区，本节目由无线电视明珠台于2015年1月4日独家播出。

## 外部連結
- 官方网站
- 互联网电影数据库（IMDb）上《Sofia the First》的资料（英文）
- 小公主苏菲亚播出时间 - 电视猫 （页面存档备份，存于）